# バービー・プリンセス・アドベンチャー
『バービー・プリンセス・アドベンチャー』（原題：Barbie Princess Adventure）は、カナダのCGアニメーション・スタジオであるメインフレーム・スタジオが制作したバービーシリーズのコンピュータアニメーション長編ファンタジー映画作品。2020年9月1日にNetflixで独占公開された。『バービー イルカのマジック』と『バービー ドリームハウスアドベンチャー』シリーズの継続作品である。
日本ではカートゥーン ネットワークで2021年3月6日にバービーアニメシリーズの最新作『バービー ドリームハウスアドベンチャー2』の放送を記念して日本語吹き替え版を初放送。

## 声の出演
| 役名         | 俳優                 | 日本語吹替 |
| ------------ | -------------------- | ---------- |
| バービー     | アメリカ・ヤング     | 小清水亜美 |
| チェルシー   | キャシディ・ネーバー | 味里       |
| スキッパー   | キルステン・デイ     | 小松由佳   |
| ステイシー   | カサンドラ・モリス   | 野水伊織   |
| マーガレット | リサ・フーソン       | 土井真理   |
| ジョージ     | グレッグ・チュン     | 竜門睦月   |